# Medaeng
Medaeng is een bestuurslaag in het regentschap Sidoarjo van de provincie Oost-Java, Indonesië. Medaeng telt 13.294 inwoners (volkstelling 2010).